# Linea F Market & Wharves
La linea F Market & Wharves è una tranvia in servizio nella città di San Francisco, nello Stato della California, e operata con vetture storiche. È gestita dalla San Francisco Municipal Railway (Muni) con il supporto della Market Street Railway, un'organizzazione no-profit che si occupa di raccogliere i fondi per restaurare le vetture tranviarie d'epoca.
La linea F venne attivata il 1º settembre 1995, sulla scia del successo del Trolley Festival. Il Trolley Festival era una linea, attiva durante l'estate, gestita con vetture storiche e nata inizialmente come alternativa per i turisti in seguito alla chiusura per due anni della rete dei Cable Car per lavori di manutenzione.

## Il servizio
La tranvia è attiva sette giorni su sette, con frequenze variabili tra i 5 e i 20 minuti.